# Васильев, Максим Владимирович
Макси́м Влади́мирович Васи́льев (31 января 1987, Ленинград) — российский футболист, защитник.

## Карьера
Прошёл футбольную школу петербургского «Зенита». В 2006 году выступал за любительский клуб «Буревестник-ЮРГУЭС» Шахты. В 2007 году перешёл в нижегородскую «Волгу». 29 апреля дебютировал за клуб, выйдя на поле в кубковом матче с кировским «Динамо» Свою первую игру во Втором дивизионе провёл 3 мая против «Нефтехимика». Всего же в сезоне 2007 Васильев сыграл 5 встреч во Втором дивизионе. В следующем розыгрыше турнира поучаствовал в 11 матчах, а в Кубке России вместе с командой дошёл до 1/8 финала, где «Волга» уступила «Томи» в серии послематчевых пенальти.
В 2009 году стал игроком белорусского клуба «Торпедо» Жодино, отыграл в чемпионате Белоруссии 9 встреч и забил 1 гол. В 2010 году заключил контракт с финским «Яро». Тренер «Яро» Алексей Ерёменко перед подписанием соглашения пригласил игрока на просмотры, по результатам которых высоко отозвался о качествах нового футболиста:
Я знаю, что команда получит хорошего игрока и хорошего человека. Футболист одинаково хорошо играет и сверху и на земле. Это тот, кого мы искали: он читает игру, не боится идти в борьбу.
Дебютировал за команду 17 апреля 2010 года в игре с «Лахти» В сезоне 2010 отыграл 25 матчей в Вейккауслииге и забил 1 гол, чем помог «Яро» оказаться на пятой строчке в итоговой таблице. Летом 2011 года был на просмотре в команде «Спартак-Нальчик», однако позднее вернулся в «Яро» В следующем сезоне поучаствовал в 32 играх из 33 возможных и 3 раза отметился забитым мячом. «Яро» оказался на предпоследнем месте в турнирной таблице, но сохранил право выступать в высшем дивизионе. В июне 2012 года Васильев дал интервью российским СМИ, где отозвался об уровне чемпионата Финляндии:
Мне сложно судить, я не играл в российской первой лиге. Но, по отзывам, финские клубы сопоставимы с аутсайдерами премьер-лиги и верхней половиной команд ФНЛ.
В начале 2013 года перешёл в калининградскую «Балтику», и сразу же стал основным игроком и лидером обороны. Дебютировал в составе команды 12 марта 2013 года в домашнем матче с подмосковными «Химками», первый гол забил в 25 мая 2013 в ворота московского «Торпедо».
В 2015 году заключил контракт с ФК «Енисей». Летом 2018 года заключил контракт на один год с ФК «Ротор» Волгоград.
С 2 сентября 2019 года являлся игроком ФК «Армавир». 21 июня 2020 года подписал контракт с брянским «Динамо».

## Личная жизнь
Женат, есть ребёнок.
В детстве играл в хоккей. Увлекается чтением книг.
Отец — Владимир Константинович Васильев, бывший футболист, тренер детско-юношеских команд любительского футбольного клуба «Молога» (Пестово). Брат — Александр Васильев (р. 20.07.1990), футболист